# Atheta orbata
Atheta orbata är en skalbaggsart som först beskrevs av Wilhelm Ferdinand Erichson 1837.  Atheta orbata ingår i släktet Atheta, och familjen kortvingar. Arten är reproducerande i Sverige.